# Country Music DJ Hall of Fame
Die Country Music DJ Hall of Fame ist eine US-amerikanische Ruhmeshalle, die Country-DJs und Radiomoderatoren  für besondere Leistungen im Bereich der Country-Musik mit der Aufnahme ehrt.

## Geschichte
Die Country Music DJ Hall of Fame wurde 1974 von Chuck Chellman gegründet. Chellman war selbst in die Musikindustrie involviert und erkannte, dass es für Radiopersönlichkeiten keine Anerkennungen oder Preise gab. Zusammen mit Don Pierce begann Chellman, die Hall of Fame auf die Beine zu stellen. 1974 wurde die Ruhmeshalle dann in Nashville, Tennessee, gegründet und wird mittlerweile von der Gesellschaft der Country Radio Broadcasters betrieben. Die ersten Geehrten waren 1975 Eddie Hill, Nelson King und Grant Turner. 1986, 1987 und 1997 gab es keine Aufgenommenen.
2001 wurde die Radio Hall of Fame gegründet, die allgemein Persönlichkeiten des Radios ehrt. Sie gehört zur Country DJ Hall of Fame.

## Mitglieder
DJ Hall of Fame:
- 1975: Eddie Hill, Nelson King, Grant Turner
- 1976: Joe Allison, Randy Blake
- 1977: Lowell Blanchard, Hugh Cherry
- 1978: Biff Collie, Hal Horton
- 1979: Pete Hunter, Paul Kalinger, Cliffie Stone
- 1980: T. Tommy Cutrer, Bob Jennings, Skeet Yaney
- 1981: King Edward IV, Charlie Walker
- 1982: Jim Christie, Bill Mack, Smokey Smith
- 1983: Len Ellis, Hap Wilson
- 1984: Bill Lowery, Bob Neal
- 1985: Lou Shriver, Hap Wainwright,
- 1988: Tex Justus, Tom Perryman
- 1989: Ralph Emery, Don Owens
- 1990: Tom Reeder, Texas Bill Strength
- 1991: Billy Parker, Sammy Taylor
- 1992: Jay Hofer, Mike Oatman
- 1993: Wayne Raney, Larry Scott
- 1994: Charlie Douglas, Slim Willet
- 1995: Hairl Hensley, Hiram Higsby, Mike Hoyer
- 1996: Dugg Collins, John Trotter
- 1998: Bob Kingsley, Frank Page, Lee Shannon, Paul Simpkins, Marty Sullivan
- 1999: Rosalie Allen, Ted Cramer, Joe Rumore, Dandelion Seese, Dave Stone, Ray Woolfenden
- 2000: Dave Donahue, Bob Grayson, Lee Moore, Smokey Stover, Romeo Sullivan, Johnny Western
- 2001: Terry Burford, Dale Eichor, Joe Flint, Rhubarb Jones, Chris Lane
- 2002: Lee Arnold, J.D. Cannon, Billy Cole, Joe Hoppel, Buck Wayne
- 2003: Bob Cole, Duke Hamilton, Dick Haynes, W. Steven Martin
- 2004: Jaybird Drennan, Bob Duchesne, Jerry King, Dr. Bruce Nelson, Uncle Don Rhea
- 2005: Lonnie Bell, Coyote Calhoun, Dan Hollander, Johnny “K” Koval, Bob Mitchell
- 2006: Terry Dorsey, Lon Helton, Arch Yancey
- 2007: Joe Ladd, Big John Trimble
- 2008: Bill Cody, Bob Robbins
- 2009: Chuck Collier, Gerry House
- 2010: Bill Bailey, Laurie DeYoung, Rudy Fernandez
- 2011: Dale Carter, Barry Kent, Lee Rogers
- 2012: Moby, Eddie Stubbs, Bill Whyte
- 2013: Dr. Don Carpenter, Crook & Chase, Eddie Edwards
- 2014: Jim Denny, Paul Schadt
- 2015: Randy Carroll, Karen Dalessandro, Mike Kennedy
- 2016: Lisa Dent, Blair Garner, Mike & Dana Schuff
- 2017: Joe Wade Formicola, Good Morning Guys, Linda Lee, Jim Mantel
- 2018: Andy Ritchie, Alison Mencer, Steve Harmon, Scott Evans, Bill Barrett, Tim Fox, Tracy Berry
- 2019: Kyle Cantrell, Charlie Monk
- 2020: Tim Wilson, Chuck Edwards, Mark “Hawkeye” Louis
- 2021: Heather Froglear, Buzz Jackson, Bob Pickett, Angie Ward
- 2022: Whitney Allen, Debbie Conner, Cathy Martindale, Rachael & Grunwald
- 2023: Trish Biondo, Dollar Bill Larson

Radio Hall of Fame:
- 2001: Mike Lynch
- 2002: Jack Cresse, Doug Mayes
- 2003: Dan McKinnon
- 2005: Mack Sanders, Bill Ward
- 2006: Jonathan Fricke, Ed Salamon
- 2007: Les Acree, Larry Daniels, Bob Moody
- 2008: Jaye Albright, Bobby Kraig, Michael Owens
- 2009: Bob McKay, Moon Mullins
- 2010: Cy Blumenthal, Dan Halyburton, Michael Hammond
- 2011: Charlie Cook, Dene Hallam, Bill Payne
- 2012: Beverlee Brannigan, Ron Rogers, Rusty Walker
- 2013: Gaylon Christie
- 2014: Mike Brophey, Larry Wilson
- 2015: Joel Raab, Sammy George
- 2016: Mick Anselmo, Kerby Confer, Jack Reno, Tim Roberts, Jim Slone
- 2017: Tim Closson, Charlie Ochs, Mel Owens
- 2018: Michael O’Malley, Lisa McKay
- 2019: Mac Daniels, Bobby Denton, Jeff Garrison, Gregg Lindahl
- 2020: Jim Duncan, Victor Sansone, George Beasley
- 2021: Bob Call, RJ Curtis, Bill Hagy, Norm Schrutt
- 2022: Becky Brenner, Barry Mardit
- 2023: Pam Green, Wade Jessen, Charlie Morgan, John Willyard